# Someday at Christmas
Someday at Christmas è un album di Stevie Wonder, pubblicato dalla Tamla (Motown) nel 1967.

## Tracce
1. Someday at Christmas (Ron Miller, Bryan Wells)– 2:49
2. Silver Bells (Jay Livingston, Ray Evans)– 2:10
3. Ave Maria (Franz Schubert)– 3:56
4. The Little Drummer Boy (Katherine K. Davis, Henry Onorati, Harry Simeone)– 3:05
5. One Little Christmas Tree (Ron Miller, Bryan Wells)– 2:41
6. The Day That Love Began (Ron Miller, Deborah Wells)– 3:33
7. The Christmas Song (Mel Tormé, Robert Wells)– 3:06
8. Bedtime for Toys (Ron Miller, Orlando Murden)– 3:28
9. Christmastime (Sol Selegna)– 2:32
10. Twinkle Twinkle Little Me (Ron Miller, William O'Malley)– 3:13
11. A Warm Little Home on a Hill (Ron Miller, Bryan Wells)– 3:26
12. What Christmas Means to Me (Anna Gaye, Allen Story, George Gordy)– 2:27